# František Schlaffer
František Schlaffer, též Šlafer (17. prosince 1855 Poděbrady – 26. září 1924 Černošice) byl český architekt a stavitel, autor mnoha novobarokních a secesních domů zejména v Praze na přelomu 19. a 20. století; některé z nich jsou kulturními památkami.

## Život a dílo
Po absolvování oboru pozemní stavitelství u Josefa Schulze na České škole technické (dnešní ČVUT) v roce 1878 si rozšířil své znalosti i na cestách po Itálii, Francii a Německu a od roku 1886 působil v Praze jako stavitel a architekt. Se spolužákem Josefem Šebkem založili firmu Schlaffer & Šebek, která se v Praze podílela na výstavbě veřejných a kasárenských budov, řady novorenesančních nájemních domů a také Obecního domu. Mimo Prahu to bylo např. reálné gymnázium v Berouně a chlapecká škola v Poděbradech.

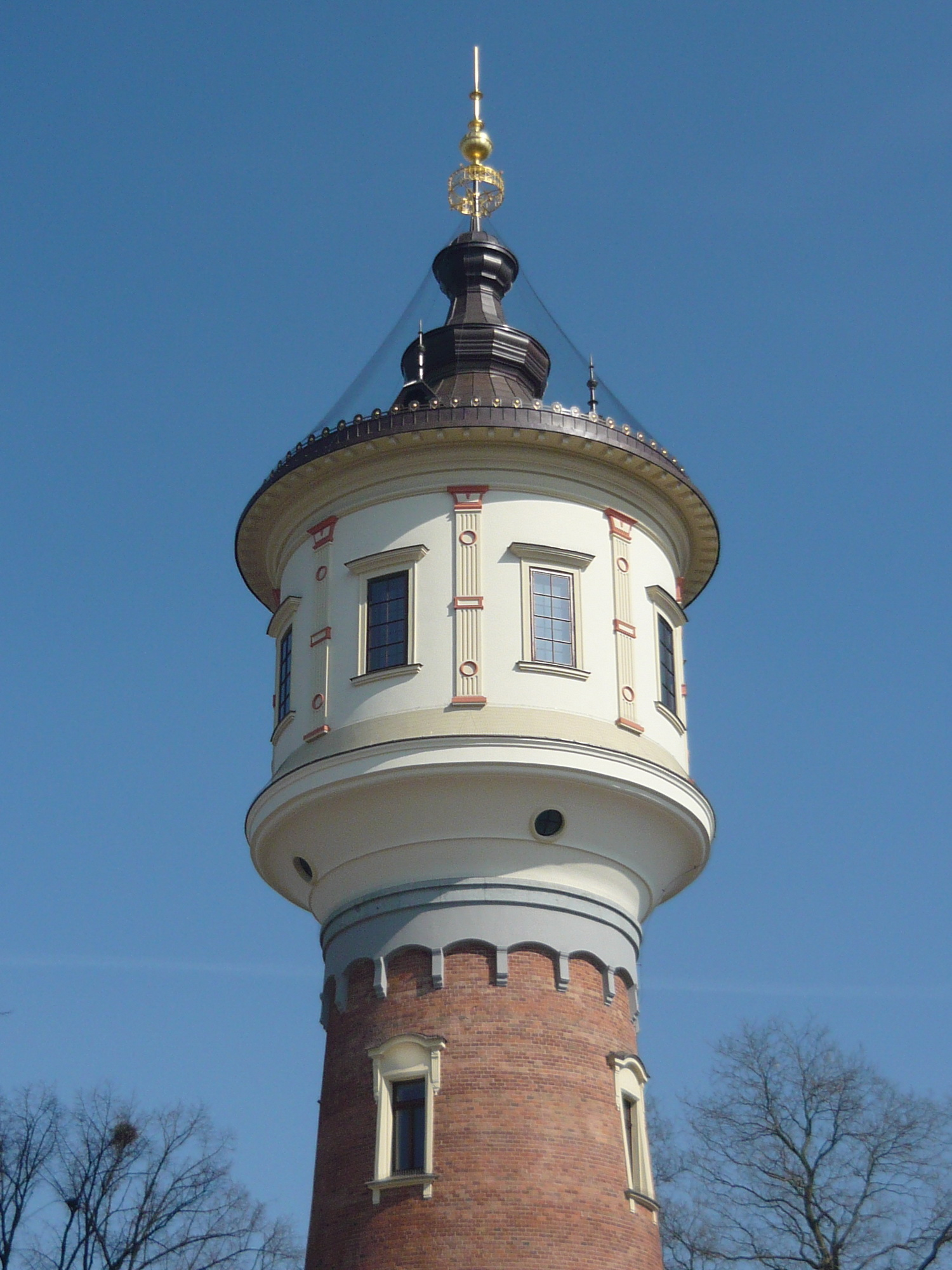
Libeňská vodárenská věž

Byl členem Spolku architektů a inženýrů, v roce 1895 byl zvolen do užšího výboru Národopisné výstavy českoslovanské. Jako člen pěveckého spolku Hlahol vypracoval v roce 1903 první návrh jeho spolkového domu v Praze a řídil pak jeho stavbu.
Některé významné stavby nebo rekonstrukce v Praze, na kterých se podílel:
- Měšťanský dům U Hroznu, Praha-Staré Město, Skořepka 421/5 (1889)[9]
- První Suchardova vila, Praha-Bubeneč, Slavíčkova 151/15 (1895-1896)[10]
- Měšťanský dům U Malířů, Praha-Malá Strana, U Zlaté studně 167/3 (1897)[11]
- Česká grafická unie: výrobní objekty v ulici Na Děkance (1898)
- Rustonka: výstavba mostárny a přístavba strojovny (1900–1902)
- Reálné gymnázium v Dušní (1901–1902)
- Cukrovar Vršovice (1902)
- Spolkový dům Hlahol (1903–1905)
- Libeňská vodárenská věž (1904)
- První česká všeobecná zajišťovací banka, dnes Goethe-Institut (1905)[12]
- Činžovní dům U Zlatého slona, Praha-Staré Město, Dlouhá 609/2 (1905-1906)[13]
- Obecní dům (1905–1912)
- Chemický ústav České techniky (dnes ČVUT), Praha-Nové Město, Dittrichova 339/10 a Trojanova 339/13 (1907)
- Kostel Zvěstování Panny Marie Na trávníčku: úpravy vzhledu (1914–1916)